# コフォケトゥス
- コフォケトゥス
- コポケトゥス
- コフォケトス
- コフォケタス
- コフォセタス

コフォケトゥス（学名：Cophocetus）は、約2043万年前から約1160.8万年前にかけて（新生代新第三紀中新世中葉）の太平洋に棲息していた化石クジラ類 (cf.) の1属。鯨偶蹄目ヒゲクジラ亜目ナガスクジラ上科ペロケトゥス科に分類される。
化石は、アメリカ合衆国西海岸（オレゴン州、カリフォルニア州）から発見されている。

## 名称

### 学名
学名の言語的由来については情報を確認できない。ただ、cetus は「クジラ」を意味しており、古典ラテン語で「大型の海洋動物（クジラ、サメなど）」を意味する "cētus（日本語音写例: ケートゥス）" から来ている。

### 和名
"cetus" の読みについては別項「ペロケトゥス科#名称」での解説を参照のこと。また、「コフォ…」と「コポ…」は、古代ギリシア語由来の ph をいかに発音するかの違いで、[pʰ]（強く息を吹くp音）なら古典ラテン語発音、[f] なら英語など現代西洋語の発音である。学名がラテン語形であることを鑑みれば [pʰ] 音こそが"正統"かもしれない、[f]  音のほうが世界で広く一般に用いられており、分類学でも [f] 音の使用者が圧倒的多数派となっている。

## 分類

### 下位分類
- Cophocetus oregonensis Packard et Kellogg, 1934 ｜ 和名：コフォケトゥス・オレゴネンシス

タイプ種。化石はアメリカ合衆国西海岸のオレゴン州で発見され、続いてカリフォルニア州からも発見された。全部で4件が採取されている。

## 論文

### 記載論文
- Packard, E. L.; Kellogg, A. R. (1934). “A new cetothere from the Miocene Astoria Formation of Newport, Oregon”. Contributions to Palaeontology Carnegie Institution of Washington 447 (I):  3-62.
- 掲載書：Packard, Earl L.; Kellogg, Remington; Huber, Ernst (1934) (English). Marine mammals. Washington, D.C.: Carnegie Institution for Science.
  - Packard, E. L.; Kellogg, R.. A new cetothere from the Miocene Astoria Formation of Newport, Oregon.
  - Kellogg, R.. The Patagonian fossil whalebone whale. Cetotherium moreni (Lydekker).
  - Kellogg, R.. A new cetothere from the Modelo formation at Los Angeles, California.
  - Huber, E.. Anatomical notes on Pinnipedia and Cetacea.

### 他の研究論文
- Steeman, M.E. (02 August 2007). “Cladistic analysis and a revised classification of fossil and recent mysticetes”. Zoological Journal of the Linnean Society 150 (4):  875-894. doi:10.1111/j.1096-3642.2007.00313.x.
- 木村敏之、長谷川善和、大澤仁、上田隆人、山岡隆信「広島県庄原市の中新統備北層群より産出したヒゲクジラ類化石」『群馬県立自然史博物館研究報告』第14巻、群馬県立自然史博物館、2010年、29-36頁。